# Right of Way (album)
Right of Way è un album in studio del DJ olandese Ferry Corsten, pubblicato nel 2003.

## Tracce
1. Sublime – 7:46
2. Whatever! – 4:47
3. Rock Your Body, Rock – 5:15
4. Right of Way – 7:46
5. Kyoto – 6:10
6. Holding On (feat. Shelley Harland) – 3:47
7. Sweet Sorrow – 6:15
8. Hearts Connected – 6:37
9. Punk – 4:45
10. It's Time – 5:22
11. Show Your Style (feat. Birgit) – 3:10
12. Star Traveller – 6:13
13. Skindeep – 3:44
14. In My Dreams – 6:03